# Mordellistena okinawana
Mordellistena okinawana là một loài bọ cánh cứng trong họ Mordellidae. Loài này được Nomura miêu tả khoa học năm 1963.

## Hình ảnh

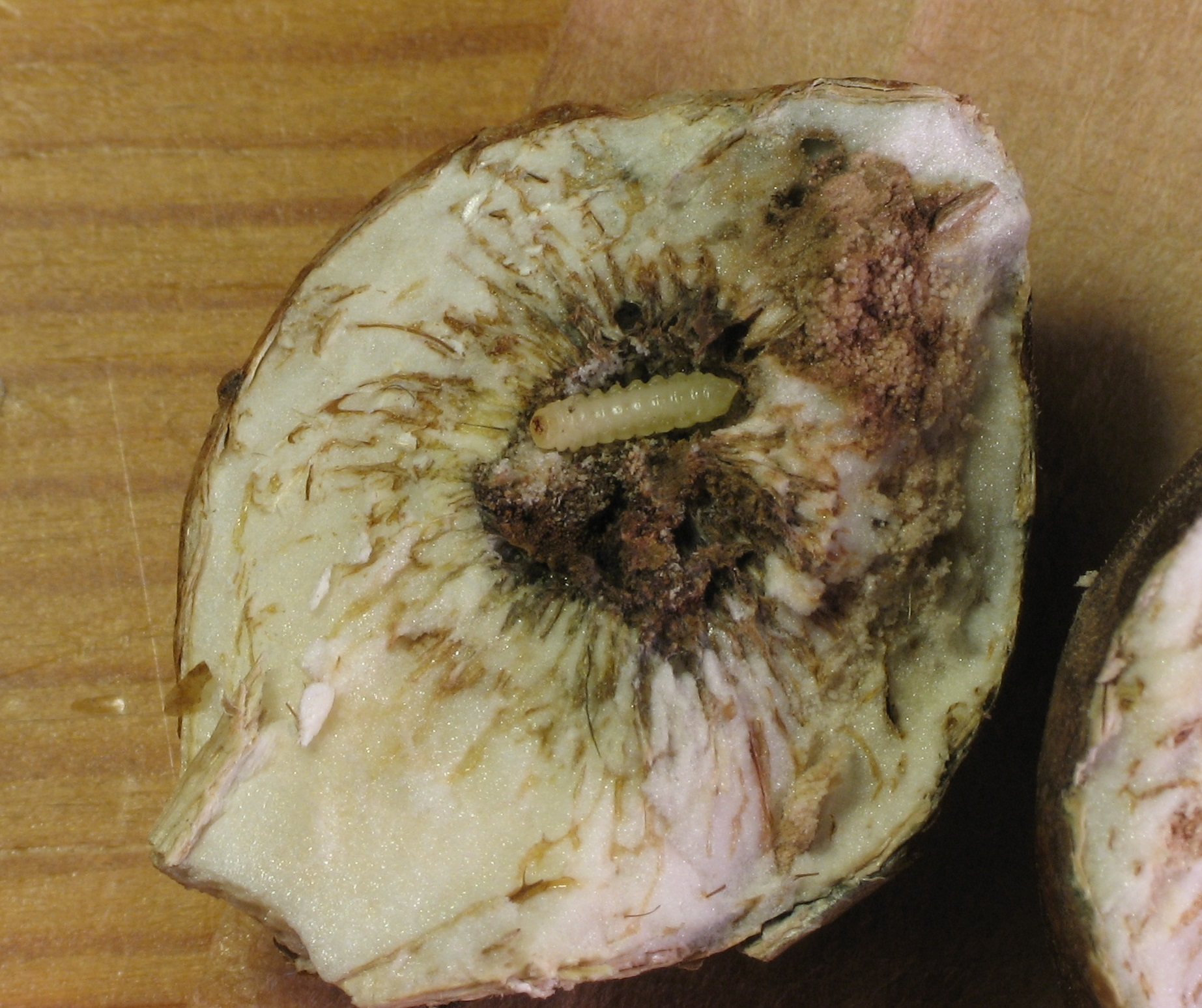